# Fritz Schiesser
Fritz Schiesser (Haslen, 23 april 1954) is een Zwitsers advocaat, notaris en politicus voor de Vrijzinnig-Democratische Partij (FDP/PRD) uit het kanton Glarus.

## Biografie

Fritz Schiesser in de Kantonsraad, 1992.

Fritz Schiesser studeerde rechten aan de Universiteit van Zürich, waar hij in 1984 een doctoraat behaalde. Van 1985 tot 2009 zetelde hij in de Landraad van Glarus. Van 5 juni 1990 tot 31 december 2007 zetelde hij in de Kantonsraad, waarvan hij van 1 december 2003 tot 29 november 2004 voorzitter was.